# Otočje Campbell
Otočje Campbell je skupina subantarktičkih otoka u Tihom oceanu, koji pripadaju Novom Zelandu. Leže oko 600 km južno od otoka Stewart. 
Ekološki, otoci su dio ekoregije tundre subantarktičkog otočja Antipodes. Otoci su jedna od pet subantarktičkih otočnih skupina koje je UNESCO zajednički proglasio mjestom svjetske baštine.

## Geografija
Otoci imaju ukupnu površinu od 113.31 km², a sastoje se od jednog velikog otoka, otoka Campbell (maorski: Motu Ihupuku, 112.68 km²) i nekoliko malih otočića, posebice otok Dent (0.23 km²), Isle de Jeanette Marie (0.11 km²), Folly (ili Folly Islands), Jacquemart (0.19 km²), i otok Monowai (također poznat kao Lavlja stijena, 0.08 km²).
Otoci:
- Campbell (52°32.4′S 169°8.7′E / 52.5400°S 169.1450°E)
- Dent (52°31.15′S 169°3.75′E / 52.51917°S 169.06250°E)
- Jacquemart (52°37′S 169°7.5′E / 52.617°S 169.1250°E)
- Folly (52°31′48″S 169°02′36″E / 52.5300077778°S 169.0431975°E)

Otočje je uglavnom ravno (s 500 m visokim planinskim dijelom južne obale otoka Campbell), međutim, zbog tektonskog pritiska, u središtu svakog otoka nalaze se planine. Morski dimnjak na južnom vrhu otoka Jacquemart je – s iznimkom potraživanja zemlje na Antarktiku – najjužnija točka Novog Zelanda.

## Etimologija
Ime mu je dao kapetan jedrenjaka Perseverance, Frederick Hasselborough po otkriću 1810. godine, i to po vlasniku broda, Robertu Campbellu.

## Povijest
U 19. stoljeću otok je postao središte lova na tuljane što je dovelo do njihova gotovo iskorjenja i uništenja ekosustava otočja. Od 1896. je otok Campbell jedno kratko vrijeme pretvoren u farmu ovaca koja je propala u Velikoj ekonomskoj krizi 1931. godine. Od tada otok posjećuju samo znanstvenici koji su koristili vojnu postaju iz Drugog svjetskog rata kao meteorološku postaju do 1958. godine kada je izgrađena nova koja je napuštena 1995. godine. 
Od svog otkrića 1810. godine, flora i fauna su bile pod prijetnjom sisavaca koje su uveli ljudi. Mačke (Felis catus) i smeđi štakori (Rattus novegicus) lovile su domaće ptice, a velik dio vegetacije uništile su ovce (Ovis aries) i goveda (Bos taurus). 

### Restoracija otoka
Restoracija otoka započela je 1970. godine uklanjanjem divljih goveda i ovaca; kasnije se otočna vegetacija oporavila, postajući gušća. Godine 2001. četiri helikoptera, prema uputama novozelandskog Odjela za konzervaciju (DOC), raširila su 120 tona mamaca s rodenticidom diljem otoka tijekom jednog mjeseca. Ponovljenim praćenjem od tada nisu pronađeni znakovi štakora. Ova je operacija postala predložak za iskorjenjivanje štakora na drugim otocima diljem svijeta.
Na stogodišnjicu otkrića otoka u prosincu 2010. godine organizirana je ekspedicija CIBE (Campbell Island Bicentennial Expedition), najveća multidisciplinarna ekspedicija na ovo otočje u posljednjih 20 godina s ciljem bilježenja ljudske povijesti na otočju, te da obnovi floru i faunu otoka nakon uklanjanja ovaca i najvećeg programa iskorjenja štakora na svijetu.

## Flora i fauna
Vegetaciju predstavljaju subantarktička zakržljala stabla, te grmlje i tzv. megabilje. Fauna se sastoji uglavnom od morskih vrsta: morski lav, morski slon, morski psi, pingvini i morske ptice.   Ekološki, ono pripada novozelandskim subantarktičkim otočjima koji su zajedno upisani na UNESCO-ov popis mjesta svjetske baštine u Australiji i Oceaniji 1998. god.

### Važno područje za ptice
Otočje Campbell je nenaseljeno i cijelo je pretvoreno u ptičji rezervat prirode. BirdLife International označio je Campbellovo otočje kao važno područje za ptice (IBA) zbog njegove važnosti kao mjesta za razmnožavanje nekoliko vrsta morskih ptica, kao i endemske kambelske kržulje (Anas nesiotis) i kambelski bekas (Coenocorypha aucklandica perseverance). Morske ptice su žutouhi pingvin (Eudyptes chrysocome), žutoglavi pingvin (Megadyptes antipodes), antipodski albatros (Diomedea antipodensis), kraljevski albatros (Diomedea epomophora), sivi albatros (Phoebetria palpebrata), žutokljuni albatros (Thalassarche melanophris), kambelski albatros (Thalassarche impavida), sivoglavi albatros (Thalassarche chrysostoma), sjeverni veliki burnjak (Macronectes halli) i bjelobrki zovoj (Procellaria aequinoctialis) te kambelski vranac (Phalacrocorax campbelli).

## Vanjske poveznice
- Povijest otočja Campbell (engl.)
- Landcare Research - Campbell Island  Arhivirana inačica izvorne stranice od 25. ožujka 2010. (Wayback Machine) (engl.)
- Map of the Campbell Islands with several surrounding islets, including Jacquemart Island lying south of the main island and Dent island lying northwest of the main island